# Antonio Sandini
Antonio Sandini, né le 1er juillet 1692 à Vicence et mort le 23 février 1751 à Padoue est un historien italien.

## Biographie
Né dans le Vicentin en 1692, Sandini embrassa l’état ecclésiastique après avoir achevé ses études et fut attaché par l’évêque de Padoue à son séminaire. Il enseigna la géographie et l’histoire et remplit depuis l’an 1732 la charge de bibliothécaire. Une attaque d’apoplexie l’enleva presque subitement, le 23 février 1750, à l’âge de 59 ans.

## Œuvres
- Historia apostolica ex antiquis monumentis collecta, Padoue, 1731 ; nouvelle édition augmentée et corrigée, ibid., 1754, in-8° ;
- Historia familiæ sacræ ex antiq. monumentis collecta, ibid., 1734, in-8° ; 2e édition, 1755, même format. Cet ouvrage et le précédent, destinés par l’auteur à ses élèves, sont rédigés par demandes et par réponses. Selon les Acta Eruditorum (nov. Suppl., t. 2), Sandini ne prouve pas toujours les faits qu’il avance ; et il aurait pu se dispenser d’en soumettre plusieurs à l’épreuve de la discussion. Le P. Jacques-Hyacinthe Serry, savant dominicain, qu’ il avait attaqué, lui répondit dans un opuscule intitulé Animadversiones anticriticæ in historiam sacræ familiæ, Paris, 1735, in-8°.
- Vitæ pontificum Romanorum ex antiquis monument. collectæ, Padoue, 1739, in-8° ; Ferrare, 1748 ; ibid., 1754, 2 vol. in-8°. Cet ouvrage est plein de savantes recherches ; l’évêque d’Augsbourg en a publié une édition en Allemagne, sous ce titre : Basis historiæ cclesiasticæ, etc.
- Disputationes historicæ ad vitas pontificum Romanorum, Ant. Sandini posthumis curis retractæ et auctæ, Ferrare, 1755, in-8°. Ce volume, qui fait suite à l’ouvrage précédent, contient vingt dissertations sur des points importants de l’histoire ecclésiastique pendant les premiers siècles.